# Jüdischer Friedhof Laudenbach (Karlstadt)

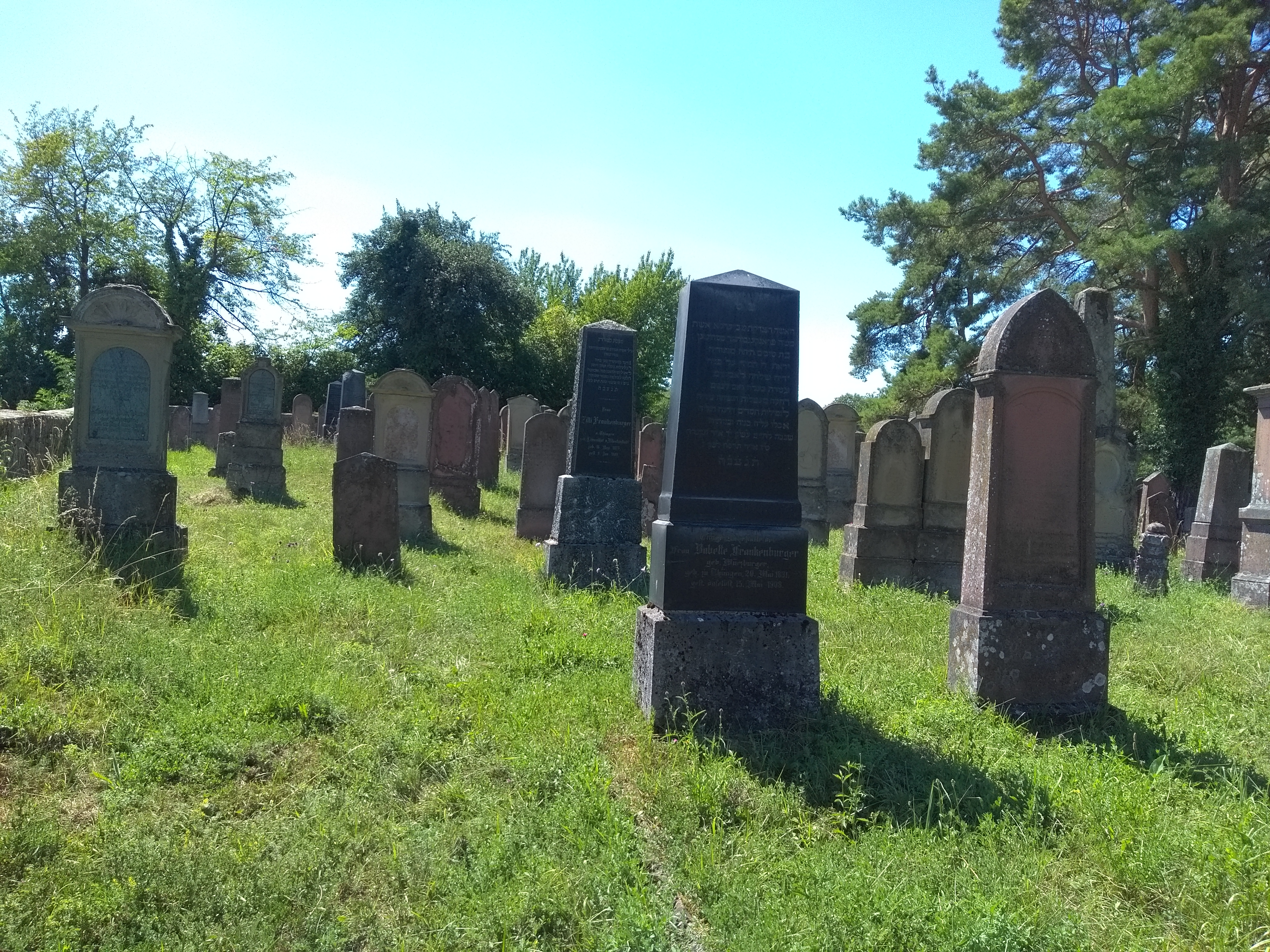
Jüdischer Friedhof in Laudenbach bei Karlstadt, 2018

Der Jüdische Friedhof Laudenbach im unterfränkischen Laudenbach, einem Ortsteil von Karlstadt im Landkreis Main-Spessart, befindet sich nordwestlich von Laudenbach oberhalb der Burgruine und ist 161,4 Ar groß. In Unterfranken hat nur der jüdische Friedhof von Kleinbardorf eine größere Fläche. Ursprünglich besaß der Friedhof ca. 3500 Grabsteine (Mazewot), von denen heute noch etwa 2300 vorhanden sind.

## Geschichte
Der Friedhof entstand etwa um das Jahr 1600. Er war der Verbandsfriedhof von bis zu 14 jüdischen Gemeinden. In den Grundbüchern sind die jüdischen Gemeinden von Adelsberg, Gössenheim, Heßdorf, Laudenbach, Urspringen und Veitshöchheim als Eigentümer vermerkt.
Es lassen sich mindestens drei Perioden der Friedhofsbelegung einteilen, wobei die älteste Abteilung die größte ist. In den jüngeren Abteilungen befinden sich viele Grabsteine aus Kunststein.
Im Jahr 1865 kam es zu einer Schändung des Friedhofs, die mit der Zerstörung viele Grabsteine sowie der Aufwühlung vieler Gräber verbunden war.
Die Mauer um den Friedhof mit vier Toren entstand 1873/74. Erweiterungen erfuhr der Friedhof in den Jahren 1850 (oder auch 1874), etwa 1900/05 sowie 1931. Dabei wurde auch ein Taharahaus errichtet. Die letzte Bestattung auf dem Friedhof wurde im Januar 1941 durchgeführt, als Julius Rotfeld aus Urspringen beigesetzt wurde.
In den letzten Jahren des Zweiten Weltkrieges kam es durch Kampfhandlungen zu vielen Beschädigungen auf dem Friedhof, die auf Geheiß der amerikanischen Besatzung von den Laudenbachern wieder repariert werden mussten.